# Prix Wightman de la Gairdner Foundation
Le prix Wightman de la Fondation Gairdner (en) est attribué de façon irrégulière à un Canadien qui a réalisé des travaux exceptionnels en médecine et dans le domaine des sciences médicales. En 2009, il est renommé en Canada Gairdner Wightman Award. 
Les précédents lauréats sont :
- 1976 Keith J.R. Wightman
- 1979 Claude Fortier
- 1981 Louis Siminovitch
- 1984 Douglas G. Cameron
- 1986 Aser Rothstein
- 1989 Lloyd D. MacLean
- 1992 John Robert Evans
- 1999 Charles Hollenberg, Peter Macklem
- 2001 Henry Friesen
- 2006 Allan R. Ronald
- 2008 Alan Bernstein
- 2009 David Sackett
- 2010 Calvin Stiller
- 2011 Michael R. Hayden
- 2012 Lorne A. Babiuk
- 2013 James C. Hogg
- 2014 Salim Yusuf
- 2015 Janet Rossant
- 2016 Frank Plummer
- 2017 Antoine Hakim
- 2018 Frances Alice Shepherd
- 2019 Connie Jean Eaves

## Référence
- (en) Cet article est partiellement ou en totalité issu de l’article de Wikipédia en anglais intitulé « Gairdner Foundation Wightman Award » (voir la liste des auteurs).